# Bruno Reinbacher
Bruno Reinbacher (* 6. März 1913 in Scheidischken (Scheiden), Landkreis Tilsit-Ragnit/Ostpreußen; †  16. April 1993 in Wiesbaden) war ein deutscher Maler.

## Leben
Bruno Reinbacher absolvierte von 1934 bis 1936 die Kunst- und Gewerbeschule in Königsberg (Abteilung Gebrauchsgrafik) und studierte anschließend von 1936 bis 1942 an der Kunstakademie Königsberg bei Eduard Bischoff und Alfred Partikel sowie als Meisterschüler von Franz Marten (1898–1970), dessen Assistent er auch war. In Folge des Zweiten Weltkriegs musste er aus Ostpreußen fliehen und war kurzzeitig in Dänemark interniert. Ab 1948 war er in Wiesbaden tätig und war dort Mitbegründer der Gruppe Real, gemeinsam mit den Wiesbadener Malern Franz Theodor Schütt, Karl Buch und Erika Kohlhöfer-Hammesfahr.
Reinbachers Werke wurden in Einzelausstellungen in Königsberg, Nürnberg, München und Wiesbaden sowie im Rahmen von Gruppenausstellungen im In- und Ausland ausgestellt.
Reinbacher war Mitglied im Bundesverband  Bildender Künstler, der Künstlergilde Esslingen, des Nassauischen Kunstvereins Wiesbaden und der Gruppe Real Wiesbaden.

## Werk
Zu Beginn seiner künstlerischen Laufbahn malte er vor allem Landschaftsaquarelle mit Motiven aus der Ostpreußischen Seenlandschaft und der Samlandküste. Er blieb der Landschaftsmalerei auch nach der Übersiedlung nach Wiesbaden treu und malte jetzt auch südliche Landschaften aus Frankreich und dem Mittelmeerraum.
Die Gründung der Gruppe Real und deren sozialkritische Ausrichtung veranlasste eine Veränderung des bisherigen Malstils und Auswahl der Sujets. Der Blick auf soziale Missstände und zeitgenössische Probleme sowie das Phänomen des Alterns, des Verfalls, Tod und die Zerstörung der Umwelt standen jetzt im Mittelpunkt seines Interesses, und seine Bildthemen erinnern an Otto Dix, George Grosz oder Max Beckmann.

## Ausstellungen
- 1942: Kunstakademie Königsberg im Königsberger Schloss
- 1960–1981: Jährlich wiederkehrende Ausstellungen in der Brunnenkolonnade Wiesbaden
- 1961: „Schwarz-Weiß 61“, Nassauischer Kunstverein Wiesbaden
- 1962: Wiesbadener Gemäldegalerie „extra“ Museum Wiesbaden
- 1964: Graphik, Städtisches Museum Wiesbaden
- 1964: „Zwei Wiesbadener Gruppen“, Kunstverein Kassel
- 1965: „Zeitgenössische Kunst in Hessen“, Kunsthalle Darmstadt
- 1965: „Gegenständliche Kunst der Gegenwart“, Museum Wiesbaden
- 1967: Universa Haus, Nürnberg
- 1968: Kabinett i, Wiesbaden
- 1972: „Fünf Wiesbadener Maler“, Nassauischer Kunstverein Wiesbaden
- 1972: „Realisten und Surrealisten“, Ostdeutsche Galerie Regensburg
- 1977: Landschaften, Ostdeutsche Galerie Regensburg
- 1978: Galerie Atelier ANA, München
- 1980: Gruppe Real, Pub Wiesbaden
- 1980: „Wiesbadener Künstler aus 3 Generationen“, Stadthaus Klagenfurt[4]
- 1983: Kulturamt Wiesbaden, Villa Clementine
- 1984: Internationale Künstlerbörse, Frankfurt am Main
- 1985: Gruppe REAL, Nassauischer Kunstverein Wiesbaden[5]
- 1986: Haus der Heimat, Wiesbaden
- 1989: Gruppe Real, Kongresshalle Gießen
- 1997: Galerie im Verwaltungsgericht Wiesbaden
- 2014: Gruppe REAL, Nassauischer Kunstverein Wiesbaden

## Werke im Öffentlichen Besitz
- Landeshauptstadt Wiesbaden[1]
- Hessisches Kultusministerium[1]
- Ministerium für Landwirtschaft und Umwelt Hessen